# Пісарраль
Пісарраль (ісп. Pizarral) — муніципалітет в Іспанії, у складі автономної спільноти Кастилія-і-Леон, у провінції Саламанка. Населення — 80 осіб (2010).
Муніципалітет розташований на відстані близько 170 км на захід від Мадрида, 39 км на південь від Саламанки.
На території муніципалітету розташовані такі населені пункти: (дані про населення за 2010 рік)
- Пісарраль: 80 осіб
- Торосос: 0 осіб

## Демографія
Динаміка населення (INE ):

## Зовнішні посилання
- Провінційна рада Саламанки: індекс муніципалітетів
- Посилання на Google Maps